# Bertrand Gachot
Bertrand Jean-Louis Gachot (Cidade de Luxemburgo, 23 de dezembro de 1962) é um ex-automobilista luxemburguês, naturalizado belga. Filho de um comissário francês da União Europeia, também possui a cidadania de seu pai.
Participou da Fórmula 1 entre os anos de 1989 e 1992, com um retorno entre 1994 e 1995, pelas equipes Onyx, Rial, Coloni, Jordan, Larrousse e Pacific, atuando em 47 provas (84 tentativas). Marcou 5 pontos no campeonato, e seu maior feito foi a volta mais rápida do GP da Hungria em 1991. É, até hoje, o único piloto nascido em Luxemburgo (mesmo com a dupla cidadania) a ter participado da principal categoria do automobilismo.

## Início da carreira

### Categorias de acesso
A carreira de Gachot teve início em 1977, no kart. Em 1983, foi para a Winfield School (escola de formação de pilotos), sediada no circuito francês Paul Ricard, e competiu contra os futuros pilotos de Fórmula 1 Damon Hill, Jean Alesi e Éric Bernard, que conquistou o Volant Elf. Em 1984, Gachot abandonou a universidade para se concentrar no automobilismo profissional, tendo disputado a Fórmula Ford Festival e a Fórmula Ford 1600, vencendo a competição logo na primeira temporada. No ano seguinte, foi novamente campeão, desta vez da série europeia da categoria. Em 1987, sagrou-se vice-campeão da Fórmula 3 Inglesa.
Em 1988, foi para a Fórmula 3000, pilotando para a equipe Spirit/Tom's. Seu melhor resultado foram dois segundos lugares, em Vallelunga e Silverstone, terminando sua única temporada na categoria em 8º lugar, com 13 pontos.

## Carreira na Fórmula 1

### Onyx e Rial
Ingressando com a superlicença belga, Gachot chegou à Fórmula 1 em 1989, assinando com a também estreante equipe Onyx. Apesar de ter feito sua estreia no GP do Brasil, ele não passou da pré-classificação, estreando oficialmente no GP da França, largando em 11º lugar, 2 posições à frente do experiente companheiro de equipe Stefan Johansson, e terminou em 13º, 4 voltas atrás do vencedor Alain Prost.
Um desentendimento com Jean-Pierre Van Rossen, dono da Onyx, fez com que Gachot perdesse sua vaga, ocupada pelo finlandês JJ Lehto. Ele encontrou uma vaga aberta na equipe Rial, falhando nas tentativas de se classificar para as provas do Japão e da Austrália.

### Martírio na Coloni
Em 1990, Gachot assinou com a Coloni, frequentadora assídua das pré-classificações. Inicialmente pilotando um carro equipado com motores Subaru, o belga penou nas pré-classificações, não obtendo a vaga em nenhuma corrida. Com a Coloni trocando de fornecedora de motores (a partir do GP da Alemanha, passaram a correr com propulsores Ford-Cosworth), teve uma melhora em seu desempenho: embora passasse da primeira fase dos treinos, ficava sempre entre os últimos colocados nas sessões oficiais (sempre entre o 30º e o 31º lugar).

### Jordan: a ascensão

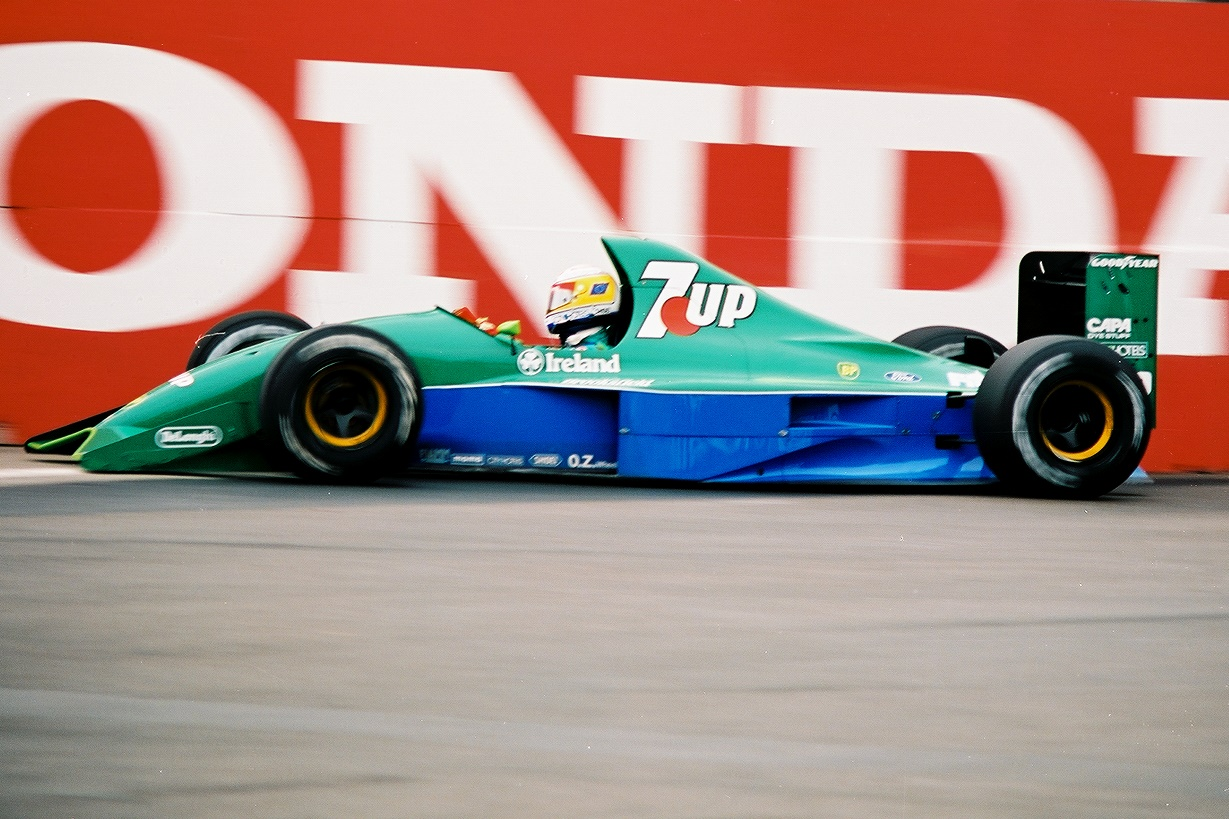
Gachot pilotando a Jordan no GP dos EUA de 1991.

Após a malsucedida passagem pela Coloni, Gachot foi contratado pela novata equipe Jordan, que contrataria o experiente italiano Andrea de Cesaris para ser seu companheiro de escuderia.
No GP do Canadá, marcou os seus primeiros pontos ao chegar em 5º lugar, numa prova lembrada pelo abandono de Nigel Mansell faltando metros para a bandeirada, e pela última vitória de Nelson Piquet. Conquistaria mais 2 pontos ao chegar em 6º lugar nas etapas da Inglaterra e da Alemanha. Em Hungaroring, Gachot chegou na 9ª posição, fazendo a volta mais rápida da prova, a única dele na F-1. Quando todos esperavam o belga confirmar sua ascensão na categoria, um incidente mudaria sua carreira para sempre.

## A briga na Inglaterra e a prisão
Em 10 de dezembro de 1990, quando já havia deixado a Coloni, Gachot envolveu-se em uma briga com um taxista inglês chamado Eric Court. Ambos começam a discutir rispidamente, e o taxista acertou um soco no rosto de Gachot, que revidou utilizando um spray de pimenta, deixando seu opositor momentaneamente cego. Eric acabou entrando com um processo contra Gachot.
A justiça inglesa deu o veredicto em agosto de 1991: Gachot seria condenado a 6 meses de prisão por posse ilegal de armas, e a um ano por ter usado o spray de pimenta, arma considerada ilegal no Reino Unido. Eddie Jordan, após a perda de seu piloto titular, entrou em dúvida sobre seu substituto. Stefan Johansson e Keke Rosberg foram cogitados, mas o empresário alemão Willi Weber pagou 300 mil dólares para colocar o então desconhecido Michael Schumacher no lugar de Gachot no GP da Bélgica.
Em frente ao consulado britânico em Bruxelas, pilotos (liderados por Thierry Boutsen e Eric van de Poele), torcedores, jornalistas, mecânicos e fiscais de pista belgas protestaram vestindo camisetas com frases do tipo: "Free Gachot" (libertem Gachot),  "Why Gachot?" (porque Gachot?),  "God bless England, and also Gachot" (Deus abençoe a Inglaterra, e também Gachot). A FISA chegou a disponibilizar advogados para o piloto, e até na Fórmula 3000, seu compatriota Pascal Witmeur colocou em seu carro a frase "Free Gachot". Torcedores belgas, irritados com a decisão de condenarem o piloto à prisão, picharam o asfalto entre as curvas Rivage e Pouhon a frase "Gachot, la Belgique est avec toi! Tu n'es pas un hooligan!" (Gachot, a Bélgica está com você. Você não é um hooligan!), numa referência à tragédia de Heysel, ocorrida em 1985.
Nada adiantou: Gachot foi mandado para a prisão de segurança máxima de Brixton, considerada uma das mais rígidas do Reino Unido. A situação dele por lá não era animadora: ele dividia uma cela com os bandidos mais perigosos da Inglaterra, e só tinha direito a uma hora de banho de sol. Não havia banheiro próprio, televisão, jornal e até um lugar para comer sentado estava indisponível. Ele só tinha direito a receber visitas de cinco minutos de sua namorada a cada 15 dias. Gachot mandou uma carta à Jordan e à imprensa relatando sua situação. A situação de Gachot era tão preocupante que Eric Court decidiu cancelar o processo. Semanas depois, o belga foi transferido para uma cadeia mais digna. Lá, ele conseguia ao menos preparar-se fisicamente e psicologicamente visando seu retorno à F-1. Enquanto isso, seus advogados entravam com recursos. E a vitória veio no dia 15 de outubro, depois que a pena era considerada muito dura. Gachot foi liberado e houve festa na embaixada francesa.

## Retorno à Fórmula 1, pela Larrousse

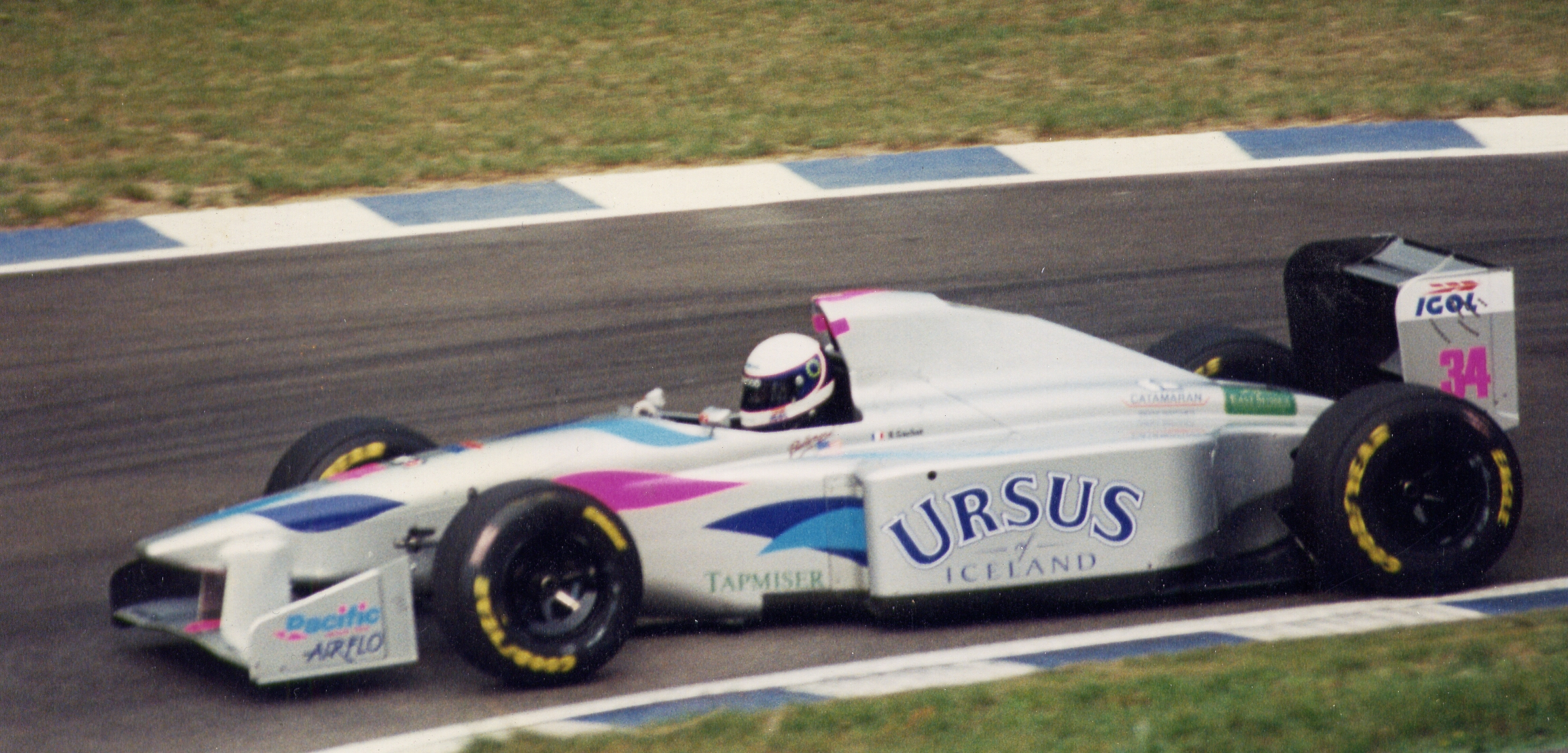
Gachot pilotando o carro 34 da Pacific, em 1994.

Libertado após 2 meses, Gachot retornou à Fórmula 1 e tentou recuperar sua vaga na Jordan, até então ocupada pelo italiano Alessandro Zanardi, mas a equipe irlandesa recusou recontratá-lo. Sua volta à categoria foi pela equipe Larrousse, substituindo o lesionado Éric Bernard, mas naufragou na pré-classificação para o GP da Austrália.
Continuaria na Larrousse (agora com o nome de "Venturi") em 1992, desta vez com a superlicença francesa, e marcou seu último ponto na categoria ao chegar em 6º lugar na etapa de Mônaco. Fora da Fórmula 1, venceu a prestigiada corrida das 24 Horas de Le Mans em 1991, pela equipe Mazda, com o inglês Johnny Herbert e o alemão Volker Weidler.

## A curta passagem pela CART
Em 1993, Gachot teve sua primeira e única experiência na CART (mais tarde, Champ Car), disputando o GP de Toronto, marcando um ponto pela equipe Dick Simon.

## Novo retorno à Fórmula 1, agora pela Pacific

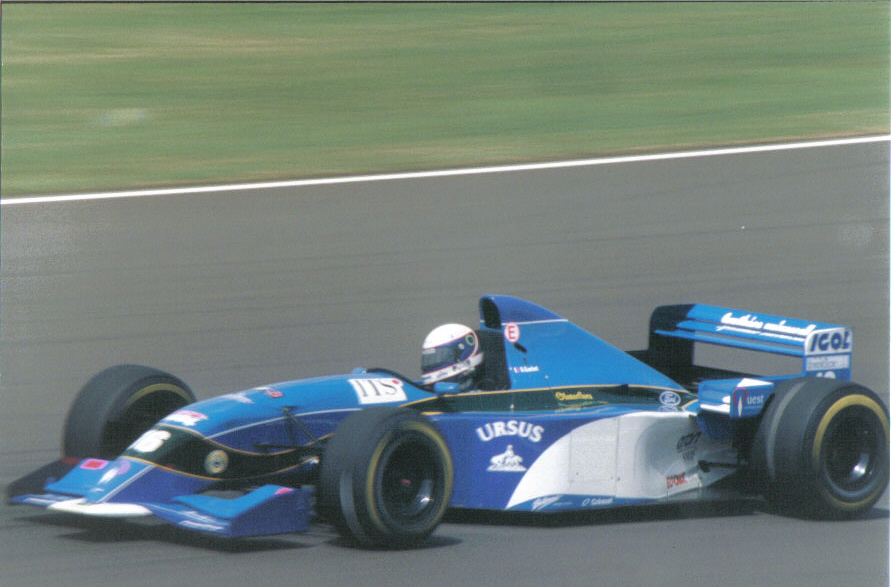
Gachot pilota o carro da Pacific no GP da Inglaterra de 1995, último ano de sua carreira na Fórmula 1.

Em 1994, Gachot retorna pela segunda vez à F-1, desta vez por outra escuderia estreante na categoria, a Pacific (onde havia corrido na Fórmula Ford). Guiando o carro número 34, ele disputaria cinco etapas, mas o martírio das não-classificações voltaria a atormentar o piloto, que ficou de fora em 11 provas. Em 1995, a Pacific compra o espólio da Lotus, e Gachot permanece no time, praticamente exercendo funções de piloto e dono de equipe. Disputaria oito etapas da temporada de 1995, ficando de fora por 6 provas (Giovanni Lavaggi e Jean-Denis Délétraz o sucederam durante o período), número que poderia ser maior caso o japonês Katsumi Yamamoto e o britânico Oliver Gavin não tivessem suas inscrições recusadas para as últimas corridas da temporada por falta de superlicença. Retornou no GP do Pacífico, encerrando sua carreira na F-1 chegando na oitava posição no GP da Austrália.
Gachot pretendia disputar a temporada de 1996 novamente pela Pacific, que vivia grave crise financeira. Em situação insustentável, a equipe fechou as portas e Gachot tentou classificar um carro da Ssangyong para as 24 Horas de Le Mans, mas não foi bem-sucedido; um novo insucesso em 1997, quando não conseguiu classificar um Porsche 911 GT1 da equipe Kramer Racing, fez com que ele pendurasse o capacete aos 34 anos.
Hoje, Gachot é empresário, exercendo a função de presidente da fábrica de bebidas energéticas Hype.

## Fórmula 1[7]
(legenda) (Corrida em itálico indica volta mais rápida)
| Ano  | Nome Oficial da Equipe         | Chassi | Motor                | 1         | 2         | 3         | 4         | 5         | 6         | 7         | 8         | 9         | 10        | 11        | 12        | 13        | 14        | 15        | 16        | 17      | Pontos | Posição  |
| ---- | ------------------------------ | ------ | -------------------- | --------- | --------- | --------- | --------- | --------- | --------- | --------- | --------- | --------- | --------- | --------- | --------- | --------- | --------- | --------- | --------- | ------- | ------ | -------- |
| 1989 | Moneytron Onyx Formula One     | ORE-1  | Ford DFR V8          | BRA NPQ G | SMR NPQ G | MON NPQ G | MEX NPQ G | EUA NPQ G | CAN NPQ G | FRA 13 G  | GBR 12 G  | GER NPQ G | HUN Ret G | BEL Ret G | ITA Ret G | POR       | ESP       |           |           |         | 0      | NC (32º) |
| 1989 | Rial Racing                    | ARC2   | Ford DFR V8          |           |           |           |           |           |           |           |           |           |           |           |           |           |           | JAP NQ G  | AUS NQ G  |         | 0      | NC (32º) |
| 1990 | Subaru Coloni Racing           | C3B    | Subaru 1235 F12      | EUA NPQ P | BRA NPQ P | SMR NPQ P | MON NPQ P | CAN NPQ P | MEX NPQ P | FRA NPQ P | GBR NPQ P |           |           |           |           |           |           |           |           |         | -      | NC       |
| 1990 | Coloni Racing                  | C3C    | Ford Cosworth DFR V8 |           |           |           |           |           |           |           |           | GER NPQ P | HUN NPQ P | BEL NQ P  | ITA NQ P  | POR NQ P  | ESP NQ P  | JAP NQ P  | AUS NQ P  |         | -      | NC       |
| 1991 | Team 7Up Jordan                | 191    | Ford HB4 V8          | EUA 10 G  | BRA 13 G  | SMR Ret G | MON 8 G   | CAN 5 G   | MEX Ret G | FRA Ret G | GBR 6 G   | GER 6 G   | HUN 9 G   | BEL       | ITA       | POR       | ESP       | JAP       |           |         | 4      | 13º      |
| 1991 | Larrousse F1                   | LC91   | Ford DFR V8          |           |           |           |           |           |           |           |           |           |           |           |           |           |           |           | AUS NQ G  |         | 4      | 13º      |
| 1992 | Central Park Venturi Larrousse | LC92   | Lamborghini 3512 V12 | RSA Ret G | MEX 11 G  | BRA Ret G | ESP Ret G | SMR Ret G | MON 6 G   | CAN DSQ G | FRA Ret G | GBR Ret G | GER 14 G  | HUN Ret G | BEL 18 G  | ITA Ret G | POR Ret G | JAP Ret G | AUS Ret G |         | 1      | 19º      |
| 1994 | Pacific Grand Prix Ltd         | PR01   | Ilmor 2175A V10      | BRA Ret G | PAC NQ G  | SMR Ret G | MON Ret G | ESP Ret G | CAN Ret G | FRA NQ G  | GBR NQ G  | GER NQ G  | HUN NQ G  | BEL NQ G  | ITA NQ G  |           |           |           |           |         | 0      | NC       |
| 1994 | Ursus Pacific Grand Prix       | PR01   | Ilmor 2175A V10      |           |           |           |           |           |           |           |           |           |           |           |           | POR NQ G  | EUR NQ G  | JAP NQ G  | AUS NQ G  |         | 0      | NC       |
| 1995 | Pacific Grand Prix Ltd         | PR02   | Ford EDC V8          | BRA Ret G | ARG Ret G | SMR Ret G | ESP Ret G | MON Ret G | CAN Ret G | FRA Ret G | GBR 12 G  | GER       | HUN       | BEL       | ITA       | POR       | EUR       | PAC Ret G | JAP Ret G | AUS 8 G | 0      | NC (26º) |

## 24 Horas de Le Mans[8]
| Ano  | Equipe                    | Nº  | Co-Pilotos                                  | Chassi                     | Pneus | Classe | Voltas | Posição | Posição Na Categoria |
| Ano  | Equipe                    | Nº  | Co-Pilotos                                  | Motor                      | Pneus | Classe | Voltas | Posição | Posição Na Categoria |
| ---- | ------------------------- | --- | ------------------------------------------- | -------------------------- | ----- | ------ | ------ | ------- | -------------------- |
| 1990 | Mazdaspeed Co. Ltd.       | 201 | Volker Weidler Johnny Herbert               | Mazda 787                  | D     | GTP    | 148    | DNF     | DNF                  |
| 1990 | Mazdaspeed Co. Ltd.       | 201 | Volker Weidler Johnny Herbert               | Mazda R26B 2.6L 4-Rotor    | D     | GTP    | 148    | DNF     | DNF                  |
| 1991 | Martini Lancia            | 55  | Volker Weidler Johnny Herbert               | Mazda 787B                 | D     | C2     | 362    | 1º      | 1º                   |
| 1991 | Martini Lancia            | 55  | Volker Weidler Johnny Herbert               | Mazda R26B 2.6L 4-Rotor    | D     | C2     | 362    | 1º      | 1º                   |
| 1992 | Mazdaspeed Co. Ltd. Oreca | 5   | Johnny Herbert Volker Weidler Maurizio Sala | Mazda MXR-01               | M     | C1     | 336    | 4º      | 4º                   |
| 1992 | Mazdaspeed Co. Ltd. Oreca | 5   | Johnny Herbert Volker Weidler Maurizio Sala | Mazda (Judd) MV10 3.5L V10 | M     | C1     | 336    | 4º      | 4º                   |
| 1994 | Kremer Honda Racing       | 48  | Armin Hahne Christophe Bouchut              | Honda NSX                  | D     | GT2    | 257    | 14º     | 6º                   |
| 1994 | Kremer Honda Racing       | 48  | Armin Hahne Christophe Bouchut              | Honda 3.0L V6              | D     | GT2    | 257    | 14º     | 6º                   |
| 1995 | Honda Motor Co. Ltd.      | 47  | Armin Hahne Ivan Capelli                    | Honda NSX GT1              | D     | GT1    | 384    | DNF     | DNF                  |
| 1995 | Honda Motor Co. Ltd.      | 47  | Armin Hahne Ivan Capelli                    | Honda 3.0L Turbo V6        | D     | GT1    | 384    | DNF     | DNF                  |
| 1997 | Kremer Racing             | 30  | Christophe Bouchut Andy Evans               | Porsche 911 GT1            | G     | GT1    | 207    | DNF     | DNF                  |
| 1997 | Kremer Racing             | 30  | Christophe Bouchut Andy Evans               | Porsche 3.2L Turbo Flat-6  | G     | GT1    | 207    | DNF     | DNF                  |